# Ceratina gossypii
Ceratina gossypii là một loài Hymenoptera trong họ Apidae. Loài này được Schrottky mô tả khoa học năm 1907.